# Xã Gardner, Quận Sangamon, Illinois
Xã Gardner (tiếng Anh: Gardner Township) là một xã thuộc quận Sangamon, tiểu bang Illinois, Hoa Kỳ. Năm 2010, dân số của xã này là 4.245 người.